# Cachoeiro de Itapemirim
Cachoeiro de Itapemirim è un comune del Brasile nello Stato dell'Espírito Santo, parte della mesoregione del Sul Espírito-Santense e della microregione di Cachoeiro do Itapemirim.